# Cerveja na Itália
A maioria da cerveja vendida na Itália é cerveja Lager, das marcas Peroni, Moretti, Heineken, Castello e Beck's. A Asahi controla a Peroni (marca de cerveja mais vendida) e a Heineken controla a Moretti (segunda marca mais vendida). Em 2023 as Lagers tinham uma participação de mercado de 91,2%, as cervejas escuras tinham 5.2%, as Stouts tinham 2.3% e as sem álcool/0% tinham 1.3%.

## História
Na Sicília, no século VII aC, os fenícios comercializavam e consumiam cerveja. No Piemonte, na Pombia, escavações arqueológicas trouxeram à luz uma necrópole de cremação proto-celta, pertencente à cultura Golasecca. Numa tumba de poço, de propriedade de Baù, datada de 560 aC, foram encontrados vestígios de cerveja.

A cerveja era conhecida pelos romanos, que produziam uma certa quantidade, mas as invasões bárbaras destruíram as poucas plantas existentes. No entanto, a produção de cerveja não deve ter cessado completamente se, alguns séculos depois, a famosa Escola de Salerno elogiou suas propriedades desta forma:
«... Apoia a velhice, não pesa no estômago fraco, flui pelas veias, excita a força, aumenta o bem-estar, revigora o sangue, provoca urina, incha suavemente a barriga." 
Por ocasião de seu casamento, Ludovico il Moro mandou distribuir cerveja gratuitamente aos milaneses e naquela época em Florença era conhecida como "vinho de cevada".
Em 1650 foi publicada a obra do médico bolonhês Vincenzo Tanara, L'economia del cittadino in villa, onde são descritas as técnicas de produção caseira de cerveja e também as características das cervejas de outros países europeus.
A primeira cervejaria italiana, de acordo com Ermes Zampollo, que publicou seu artigo sobre o assunto na edição de outubro de 1984 da Civiltà del bere, teria sido a Spluga, em Chiavenna, que abriu suas portas em 1840, mas o Wührer se orgulha do início de sua atividade em Brescia em 1829, pelo fundador, Franz Saverio Wührer, mestre cervejeiro austríaco. Em 1845, o Ducado de Lucca emitiu um decreto tendendo a favorecer a abertura de uma cervejaria, o que aconteceu no ano seguinte pelo austríaco Felix Pfanner, cuja empresa operaria em Lucca até 1929.
Na Itália, o primeiro a cultivar lúpulo para a produção de cerveja foi Gaetano Pasqui de Forlì, em 1847.
Em geral, em meados do século XIX nasceram pequenas plantas industriais para a produção de cerveja; no final do século XIX já existiam cerca de 140 cervejarias produzidas industrialmente na Itália, mas com pouco mais do que técnicas artesanais, incluindo as marcas Wührer, Peroni e Menabrea.  A produção e o consumo, em constante crescimento, atingiram o seu pico no final dos anos vinte, com 156,9000 hectolitros produzidos em 1925. No entanto, a partir de 1927, com a infame Lei Marescalchi e com o aumento da tributação sobre a cerveja, o consumo e, portanto, a produção de cerveja caíram rapidamente (em favor de quem produzia vinho).
Os eventos de guerra subsequentes não ajudaram e as décadas seguintes à Segunda Guerra Mundial viram níveis flutuantes de produção e consumo, que tendiam a sempre crescer, até anos mais recentes. Em 1964, o consumo de cerveja em Itália (produção interna mais importações) atingiu 4 352 milhões de hectolitros e em 1983 atingiu 12 milhões, com um consumo anual per capita de 8,41 litros e 20,77 litros, respectivamente.

### Cerveja artesanal
A partir de 1996, após mudanças legislativas que permitiram que indivíduos particulares produzissem cerveja legalmente (cerveja caseira), um grande número de micro cervejarias abriu suas portas.  Estas pequenas empresas podem ser definidas como tal se a sua produção não exceder 40 000 hectolitros por ano.
A produção das micro cervejarias italianas como um todo apresenta uma criatividade e variedade notáveis, talvez justamente pela falta de uma tradição consolidada. São produzidas cervejas inspiradas nos mais diversos estilos internacionais, e também criadas com ingredientes e aromatizantes mais ou menos inusitados como espelta, fruta e castanhas, mas também mirra, gengibre e feijão. Além disso, em várias realidades, a experiência derivada da vinificação também foi bem aproveitada para a produção de cerveja.
Na segunda metade dos anos 2000, a exportação dessas cervejas "artesanais" também atingiu um patamar razoável, principalmente no mercado norte-americano, recebendo em alguns casos uma excelente valorização, como evidenciam os principais sites de rating.

## Mercado
No mercado cervejeiro italiano estão presentes com unidades industriais alguns dos maiores grupos cervejeiros mundiais como a Heineken, Asahi, AB InBev, Carlsberg e Royal Unibrew. Além destes grupos cervejeiros existem em Itália algumas cervejeiras de capital italiano como a Birra Castello, Forst, Menabrea e várias outras cervejeiras menores. Em termos de mercado os 4 principais grupos cervejeiros absorvem mais de 65% das vendas totais, enquanto os 8 primeiros concentram 76,7% das vendas nacionais.

### Consumo
Em 2024 foram consumidos 21.483.000 hectolitros, sendo o consumo per capita de 36,4 litros anuais.  O canal on-trade foi responsável por 38,5% do consumo, enquanto o canal off-trade foi responsável por 61,5%.

### Produção
Em 2023 existiam na Itália 1.010 cervejarias ativas. Em 2024 foi produzidos 17.220.000 hectolitros de cerveja. O valor de impostos gerados pelo fabrico foi de 689 milhões de euros. Em 2024 o fabrico de cerveja foi responsável por 6.030 empregos diretos e 109.000 indiretos.
As grandes cervejeiras industriais gerem vinte fabricas localizadas em todo o território italiano.

### Exportações/Importações
Em 2024 foram exportados 3.340.000 hl de cerveja. Para os países da União Europeia foram exportados 815.600 hl, para o Reino Unido 1.380.000 hl, para os Estados Unidos  383.640 hl, para a Albânia 231.724 hl, para a África do Sul 441.932 hl e para a Austrália  79.140 hl.  A Birra Peroni é a marca italiana que mais exporta, em 2023 exportou mais de 2.000.000 hl de cerveja.
Em 2024 foram importados 7.599.000 hl de cerveja. Da União Europeia foram importados 7.390.163 hl e do resto do mundo 208.541 hl.

## Cervejarias industriais
Os grandes grupos cervejeiros a operar em Itália são:
Grupo Heineken
- Volume de negócios em 2023: 826 milhões de euros em Itália.[14]
- Vendas em 2024: 6.689.000 hl.[15] Fabricas: Comun Nuovo, Assemini, Massafra e Pollein.[18]
- Quotas de mercado:
  - Do grupo, em 2024: 31,1%.[15]
  - Das marcas, em 2022: (Moretti 9,2%, Heineken 8,6%, Dreher 4,2%)[1] ; em 2017: (Ichnusa 3,0%, Amstel 1,1%.).
- Marcas:
  - De origem italiana: Moretti, Dreher, Ichnusa, Messina, Sans Souci e Jennas.[19]
  - Internacionais: Heineken, Won Wunster, Prinz, Mc Farland, Golden Fire, Murphy’s, Gasoline, Fischer e Amstel.[14][19]

Grupo Asahi
- Volume de negócios em 2023: 583 milhões de euros em Itália.[14]
- Vendas em 2024:  3.865.000 hl.[15] Produção em 2023: 6.000.000 hl.[14] Exportação: 2.000.000hl.[14] Fabricas: Roma, Bari e Pádua.[18]
- Quotas de mercado:
  - Do grupo, em 2024: 18,0%.[15]
  - Por marcas, em 2022: Peroni 17,4%.[1]
- Marcas:
  - De origem italiana: Peroni, Nastro Azzurro, Tourtel, Wührer, Itala Pilsen, Raffo.[14]
  - Internacionais: Asahi, Kozel, Pilsner Urquell, Grolsch, St. Stefanus ,St. Benoit, Meantime, Fuller's e Pilsner Urquel.[19][14]

Grupo Birra Castello
- Volume de negócios em 2023: 129 milhões de euros em Itália.[14]
- Vendas em 2023: 930.000 hl.[14] Fabricas: Pedavena.[15]
- Quotas de mercado:
  - Do grupo, em 2022: 10,4%.[1]
  - Por marcas, em 2022: Castello 6,8%, Alpen 3,6%.[1]
- Marcas de origem italiana: Birra Castello, Alpen, Pedavena, Dolomiti e Superior.[14]

Grupo Carlsberg
- Volume de negócios em 2023: 139,8 milhões de euros em Itália.[14]
- Produção em 2023: 1.100.000 hl.[14] Fabrica: Induno Olona.[15]
- Quotas de mercado:
  - Do grupo, em 2024: 7,4%.[1]
  - Por marcas, em 2022: Poretti 3,5%, Tuborg 3,2%.[1]
- Marcas:
  - De origem italiana: Angelo Poretti.[14]
  - Internacionais: Tuborg, Grimbergen, 1664 Blanc, Carlsberg, Brooklyn Brewery e Kronenbourg.[14]

Grupo AB InBev
- Volume de negócios em 2023: 519 milhões de euros em Itália.[14]
- Vendas em 2024: 2.133.000 hl.[15]
- Quotas de mercado:
  - Do grupo, em 2024: 9,9%.[15]
  - Por marcas, em 2022: Beck's 4,0%.[1]
- Marcas internacionais: Corona Extra, Beck's, Tennent's Super, Stella Artois, Leffe, Hoegaarden, Budweiser, Spaten, Franziskaner, Löwenbräu, Jupiler, Loburg, Bass, Goose Island, San Miguel.[14]

Grupo Forst/Menabrea
- Volume de negócios em 2023: cervejeira Forst: 158 milhões de euros em Itália.[14]; cervejeira Menabrea: 158 milhões de euros em Itália.[14]
- Produção em 2023: cervejeira Forst: 800.000 hl.[14]; cervejeira Menabrea: 200.000 hl.[14] Fabricas: Biella.[18]
- Quotas de mercado:
  - Do grupo, em 2022: 7,4%.[1]
  - Por marcas, em 2022: Forst 3,5%.[1]; em 2017: Menabrea 1,3%.[20]
- Marcas:
  - De origem italiana: Forst e Menabrea.[14]
  - Internacionais: Weissbier e Weihenstephan.[14]

Grupo Royal Unibrew
- Volume de negócios em 2023: 80 milhões de euros em Itália.[14]
- Vendas em 2023: 400.000 hl.[14]
- Quota de mercado do grupo, em 2022: 3,3%.[1]
- Marcas Internacionais: Ceres e Faxe.[14]

Grupo Royal Swinkels
- Volume de negócios em 2023: 64 milhões de euros em Itália.[14]
- Vendas em 2023: 350.000 hl.[14]
- Quota de mercado do grupo, em 2022: 1,7%.[1]
- Marcas Internacionais: Bavaria, 8.6, La Trappe, Cornet, Palm, Rodenbach, Steen e BrewDog.[14]

Grupo Molson Coors
- Quota de mercado do grupo, em 2022: 1,1%.[1]

Grupo Paulaner
- Volume de negócios em 2023: 64 milhões de euros em Itália.[14]
- Quota de mercado do grupo, em 2022: 1,1%.[1]
- Marcas Internacionais: Paulaner, Thurn und Taxis, Hacker-Pschorr, e Auerbräu.[14]

Grupo Warsteiner
- Volume de negócios em 2023: 22 milhões de euros em Itália.[14]
- Marcas Internacionais: Warsteiner, König Ludwig, Oberbräu, Isenbeck, Paderborner, Thwaites, Pater Linus e Rye River.[14]

Grupo Radeberger
- Volume de negócios em 2023: 20 milhões de euros em Itália.[14]
- Marcas Internacionais: Radeberger, Adeberger, Jever, DAB, Dortmunder, Braufactum, Norbertus, Brinkhoff's, Damm, Delirium, Huyghe, Staropramen, Firestone Walker.[14]

Cervejaria Baladin
- Volume de negócios em 2023: 17 milhões de euros em Itália.[14]
- Produção em 2023: 26.000 hl.[14]
- Marcas de origem italiana: Baladin.[14]

Grupo Diageo
- Volume de negócios em 2023: 15 milhões de euros em Itália.[14]
- Vendas em 2023: 55.000 hl.[14]
- Marcas Internacionais: Guinness, Harp, Kilkenny, Smithwick's e Hop House 13.[14]

Cervejaria Amarcord
- Volume de negócios em 2023: 11 milhões de euros.[14]
- Marcas de origem italiana: Amarcord.[14]

Grupo Duvel Moortgat
- Volume de negócios em 2023: 10 milhões de euros.[14]
- Marcas:
  - De origem italiana: Birrificio del Ducato,  Viaemilia, Machete e Freeride.[14]
  - Internacionais: Duvel, Chouffe, Liefmans e De Koninck.[14]

Cervejaria Lucana
- Vendas em 2024: 9.000 hl.[15]
- Quota de mercado do grupo, em 2022: 0,1%.[15]
- De origem italiana: Morena.[15]

Cervejaria Hausbrandt Trieste
- Vendas em 2024: 36.000 hl.[15]
- Quota de mercado do grupo, em 2022: 0,2%.[15]
- De origem italiana: Theresianer.[15]

## Cervejarias artesanais
Em 2024 existiam em Itália 1.007 micro cervejarias, que produziram 480.000 hl de cerveja e empregavam diretamente 3.020 trabalhadores. A produção equivalia a 2,6% da produção total de cerveja Italiana e 3,4% das exportações totais de cerveja.
As cervejarias artesanais divididas por região:
- Abruzos:
- Basilicata:
- Calábria:
- Campânia:
- Emília-Romanha:
- Friul-Veneza Júlia:
- Lácio:
- Ligúria:
- Lombardia:
- Marcas:
- Molise:
- Piemonte:
- Apúlia:
- Sardenha:
- Sicília:
- Toscana:
- Trentino-Alto Ádige:
- Úmbria:
- Vale de Aosta:
- Vêneto: 
  - Cerveja Venezia